# Chhawla
Chhawla là một thị trấn thống kê (census town) của quận South West thuộc bang Delhi, Ấn Độ.

## Nhân khẩu
Theo điều tra dân số năm 2001 của Ấn Độ, Chhawla có dân số 9047 người. Phái nam chiếm 57% tổng số dân và phái nữ chiếm 43%. Chhawla có tỷ lệ 77% biết đọc biết viết, cao hơn tỷ lệ trung bình toàn quốc là 59,5%: tỷ lệ cho phái nam là 83%, và tỷ lệ cho phái nữ là 68%. Tại Chhawla, 13% dân số nhỏ hơn 6 tuổi.